# Gerrit de Vries
Gerrit de Vries (nascido em 13 de maio de 1967) é um ex-ciclista holandês, profissional de 1989 a 1997. Como amador, conquistou o título mundial nos 100 km contrarrelógio por equipes, ao lado de Rob Harmeling, Tom Cordes e John Talen, em 1986. Sua equipe terminou em 11º nesta mesma prova nos Jogos Olímpicos de Seul 1988. Já competiu em seis edições do Tour de France.

## Tour de France
- 1990 – 67º
- 1991 – 34º
- 1993 – 55º
- 1994 – 77º
- 1996 – 119º
- 1997 – 125º